# Izvori (izdavačka kuća)
Izvori su izdavačka kuća iz Zagreba, osnovana 1990. godine. Glavne preokupacije kuće su svjetska beletristika, posebno znanstvena fantastika, znanstvena publicistika, humor, stripovi i drugo.

## Najvažniji autori
Izvori objavljuju (ili su objavljivali) djela idućih poznatih i priznatih autora, uglavnom iz domene znanstvene fantastike:
- Arthur C. Clarke
- Frank Herbert
- Gene Wolfe
- Dan Simmons
- Roger Zelazny
- Predrag Raos
- Donna Leon
- John le Carré
- Stephen Hawking

## Stripovi
Izvori su objavljivali poznate francusko-belgijske stripove:
- Asterix
- Lucky Luke
- Leonardo

## Vanjske poveznice
- Službena stranica i online knjižara